# Редмон, Кателан
Кателан Ли Редмон (англ. Katelan Lea Redmon; родилась 11 октября 1988 года в Москоу, штат Айдахо, США) — американская профессиональная баскетболистка, выступавшая в Женской национальной баскетбольной ассоциации. Была выбрана на драфте ЖНБА 2012 года в третьем раунде под общим 36-м номером командой «Нью-Йорк Либерти». Играет на позиции атакующего защитника и лёгкого форварда.

## Биография
В 2011 году Редмон была включена в состав женской сборной США для участия в Панамериканских играх 2011 года в Гвадалахаре, Мексика. На турнире команда США проиграла первые две игры — Аргентине со счётом 58:55 и Пуэрто-Рико 75:70. Хотя следующие две игры против Мексики и Ямайки американски выиграли, в общем зачёте турнира они заняли седьмое место. Редмон же на турнире набирала в среднем по 6,5 очка за матч и делала 6,5 подбора.